# Ohio University
De Ohio University (OU) is een universiteit gelegen in de stad Athens in de Amerikaanse staat Ohio. De universiteit is hoofdzakelijk gevestigd op een campus van 7,5 km². Als een van de eerste in de Verenigde Staten is de universiteit opgericht op 18 februari 1804 en geopend voor studenten in 1808.

## Geschiedenis
Ohio University is formeel opgericht op 16 februari 1804, toen haar handvest goedgekeurd werd door de Ohio General Assembly. Dit volgde slechts elf maanden na het toelaten van Ohio tot de Verenigde Staten. De universiteit opende zijn deuren in 1808 met drie studenten, één gebouw en één professor. In 1815 studeerden de eerste twee studenten af met een bachelortitel.

## Faculteiten
- Kunst en wetenschappen
- Bedrijfskunde
- Communicatie
- Onderwijs
- Bouwkunde en technologie
- Film
- Kunst
  - Kunst en ontwerp
  - Dans
  - Muziek
  - Theater
- Medisch
- Gezondheid
- Leiderschap en openbare aangelegenheden
- Internationale studies

## Bekende afgestudeerden

### Acteurs/actrices
- Ed O'Neill, bekend als Al Bundy in Married... with Children
- Krista Allen, bekend als Jenna Avid in Baywatch
- Piper Perabo, bekend als Annie Walker in Covert Affairs
- Richard Dean Anderson, bekend als Angus MacGyver in MacGyver

### Politici
- Edward J. Roye, President van Liberia (1870–1871)
- George Voinovich, Gouverneur van Ohio (1991–1998), republikeinse Senator (1999–2011)
- Samuel Bigger, Gouverneur van Indiana (1840–1843)
- Thomas Ewing, republikeinse Senator (1830–1837, 1850-1851), Minister (1841, 1849-1850)

### Sporters
- Chris Parks, bekend als Abyss, professioneel worstelaar

### Wetenschappers
- Venkatraman Ramakrishnan, scheikundige en Nobelprijswinnaar
- Harold Robinson, botanicus

### Overige
- Daniel Lindley, missionaris